# Nadja Kamer
Nadja Jnglin-Kamer, švicarska alpska smučarka, * 23. julij 1986, Schwyz.
Nastopila je na Olimpijskih igrah 2010, kjer je dosegla devetnajsto mesto v smuku. V treh nastopih na svetovnih prvenstvih je najboljšo uvrstitev dosegla leta 2013 s četrtim mestom v isti disciplini, leta 2015 pa je bila sedma. V svetovnem pokalu je tekmovala enajst sezon med letoma 2005 in 2015 ter dosegla pet uvrstitev na stopničke v smuku. V skupnem seštevku svetovnega pokala je bila najvišje na sedemnajstem mestu leta 2010, ko je bila tudi peta v smukaškem seštevku.